# Żagielek (typ jachtu)
Żagielek – polska turystyczna żaglowo-wiosłowa łódź spacerowa z ożaglowaniem typu slup.
Prosta w budowie łódź przeznaczona była do żeglowania spacerowego po jeziorach. Zaprojektował ją Marian Strzelecki.

## Informacje techniczne
- długość: 3,51 m,
- szerokość: 1,44 m,
- zanurzenie: 0,6 m,
- ożaglowanie: 5 m²[1].